# Kalendarium inwazji Rosji na Ukrainę – lipiec 2025
Ten artykuł dotyczy trwającego wydarzenia. Informacje w nim zamieszczone mogą się zmienić lub zdezaktualizować wraz z postępem zdarzenia, a początkowe doniesienia mogą być niepewne. Ostatnie zmiany tego artykułu mogą nie odzwierciedlać najbardziej aktualnych informacji.
| 2022        | 2023        | 2024        | 2025        |
| ----------- | ----------- | ----------- | ----------- |
| –           | styczeń     | styczeń     | styczeń     |
| luty        | luty        | luty        | luty        |
| marzec      | marzec      | marzec      | marzec      |
| kwiecień    | kwiecień    | kwiecień    | kwiecień    |
| maj         | maj         | maj         | maj         |
| czerwiec    | czerwiec    | czerwiec    | czerwiec    |
| lipiec      | lipiec      | lipiec      | lipiec      |
| sierpień    | sierpień    | sierpień    | sierpień    |
| wrzesień    | wrzesień    | wrzesień    | wrzesień    |
| październik | październik | październik | październik |
| listopad    | listopad    | listopad    | listopad    |
| grudzień    | grudzień    | grudzień    | grudzień    |

## Lipiec 2025

### 1 lipca
Ukraina zaatakowała dronami zakłady elektromechaniczne „Kupol” w Iżewsku znajdującym się 1300 km od granicy z Ukrainą. W wyniku eksplozji doszło do pożaru. Zginęły trzy osoby, a kilkadziesiąt zostało rannych. Ukraińskie drony zniszczyły rosyjski myśliwiec Su-30 w bazie lotniczej Saki na okupowanym Krymie. Ponadto Ukraińcy zaatakowali rosyjskie cele w okupowanym Ługańsku oraz Saratowie i Engelsie.
W wyniku rosyjskiego uderzenia na Zaporoże doszło do pożaru przedsiębiorstw i uszkodzeń domów prywatnych.

### 2 lipca
Według informacji Sztabu Generalnego Ukrainy 2 lipca do godziny 22:00 dnia na froncie doszło do 140 starć bojowych (najwięcej na odcinku pokrowskim).
W przeprowadzonym przez siły ukraińskie ataku rakietowym na sztab polowy piechoty morskiej na terenie obwodu kurskiego zginął zastępca dowódcy rosyjskiego marynarki wojennej generał major Michaił Gudkow.
Wieczorem ukraińskie drony z powodzeniem zaatakowały rosyjskie składy amunicji w Velyke Orikhove w pobliżu okupowanego miasta Charcysk

### 3 lipca
Wojska rosyjskie otworzyły nowy front w obwodzie charkowskim, a rosyjskie Ministerstwo Obrony ogłosiło zdobycie wsi Miłowe. Stwierdziło także, że zajęto wieś Razine niedaleko Pokrowska.
Rosyjskie drony uderzyły w Połtawę, w wyniku czego trzy osoby zginęły, a 11 odniosło rany. Ponadto podpalono biuro poborowe. Dwie osoby zginęły w ataku dronów na Odessę, w którym uszkodzony został również budynek chińskiego konsulatu. W wyniku rosyjskiego ostrzału kontrolowanych przez Ukraińców części obwodu donieckiego zginęło osiem osób, a 11 zostało rannych. Zniszczeniu uległy 53 obiekty cywilne.
Strona rosyjska potwierdziła śmierć Michaiła Gudkowa. Rosyjscy blogerzy wojenni stwierdzili, że w ataku ukraińskim zginęły 22 osoby, a gubernator Kraju Nadmorskiego Oleg Kożemiako potwierdził również śmierć zastępcy Gudkowa. W zamachu zorganizowanym przez SBU zginął prorosyjski polityk i był mer Ługańska Manolis Piławow. Ponadto trzy osoby zostały ranne. ISW, powołując się na niepotwierdzone doniesienia, że szef V Zarządu FSB, Aleksiej Komkow, zginął w zamachu bombowym w Moskwie.
Arsenał lotniczy w bazie lotniczej Chalino w obwodzie kurskim został zaatakowany przez ukraińskie drony, co doprowadziło do eksplozji. W miejscu wybuchu prawdopodobnie znajdowała się amunicja do zestawu artyleryjsko-rakietowego Pancyr-S1, gdzie jedna została „prawdopodobnie” uszkodzona. Gubernator obwodu lipieckiego Igor Artamonow stwierdził, że w ataku ukraińskiego drona zginęła jedna osoba.

### 4 lipca

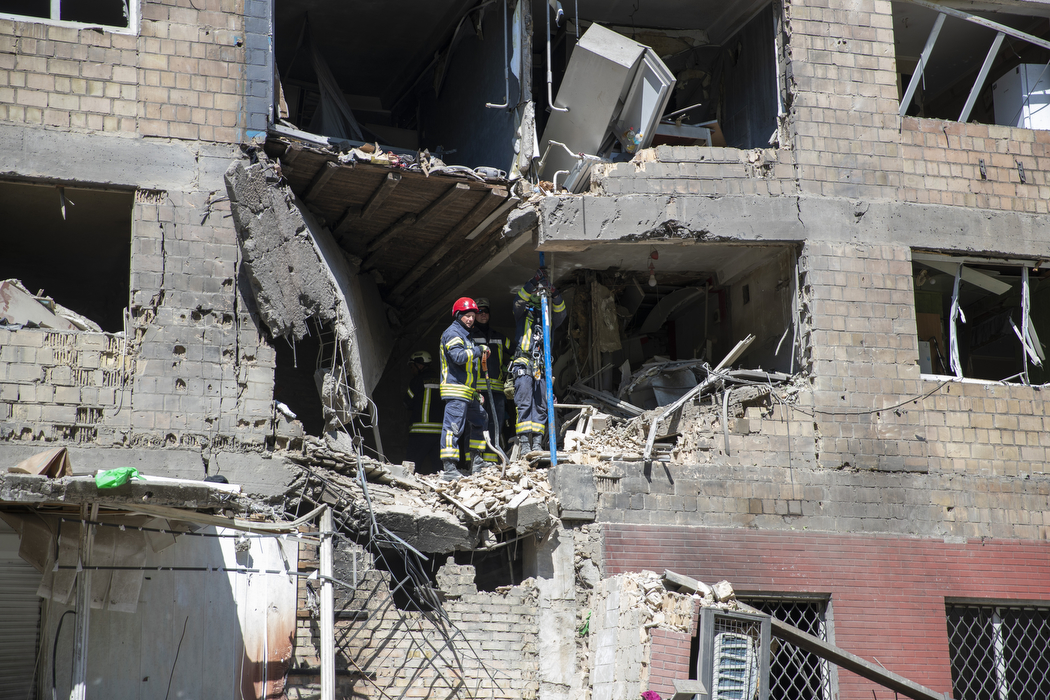
Skutki rosyjskiego ataku na Kijów

Materiały geolokalizowane pokazywały, że wojska rosyjskie zajęły wsie Nowomykołajiwka w obwodzie sumskim i Wesełe na południe od Komaru. Rosyjskie Ministerstwo Obrony stwierdziło, że siły rosyjskie zajęły również wsie Predteczyna na południe od Czasiw Jaru. Nagrania geolokalizowane pokazywały także, że Rosjanie zajęli wsie Koptiewe i Szewczenko Persze w pobliżu Pokrowska.
Siły Powietrzne Ukrainy podały, że w nocy Rosjanie przeprowadzili atak na terytorium Ukrainy przy wykorzystaniu 550 obiektów powietrznych, w tym jednego pocisku hipersonicznego Kindżał (wystrzelonego z obwodu lipieckiego), sześciu rakiet balistycznych Iskander-M/KN-23 (z obwodu briańskiego), czterech pocisków manewrujących Iskander-K (z obwodu woroneskiego) oraz 539 dronów Shahed 136/131 i dronów-wabików różnych typów (z Kurska, Szatałowa, Orła, Briańska, Millerowa i Primorsko-Achtarska). Ukraińska obrona przeciwlotnicza zneutralizowała 478 obiektów, w tym dwie rakiety Iskander-K i 268 dronów, a kolejne 208 zaginęło na Ukrainie w ramach walki elektronicznej. Trafienia odnotowano w ośmiu lokalizacjach (9 rakiet i 63 drony), a upadek zestrzelonych szczątków dronów/rakiet w 33 lokalizacjach. Głównym kierunkiem ataku był Kijów, który został poddany zmasowanemu atakowi dronów i rakiet. W kilku miejscach odnotowano spadające szczątki i pożary. Według mera Witalija Kłyczki 19 osób zostało rannych.
Ukraińskie drony zaatakowały rejon siergijewsko-posadski w obwodzie moskiewskim oraz kilka miejscowości w obwodzie rostowskim. W Azowie uszkodzeniu uległo kilka domów, stadion i samochody. Według rosyjskich władz w Dołotince uderzone zostało mieszkanie, a spadające szczątki zabiły starszą kobietę. Ewakuowano również 20 mieszkańców. W Szachtach 2 tys. mieszkańców zostało pozbawionych prądu. W Moskwie mieszkańcy zgłosili cztery eksplozje, w wyniku których uszkodzona została podstacja energetyczna, a 42 tys. osób zostało pozbawionych prądu. Zaatakowana została również fabryka produkująca głowice bojowe do dronów Shahed.
Ukraiński wywiad poinformował, że włamał się na serwer biura projektowego Tupolewa, kradnąc ok 4,4 gigabajta danych, a następnie zastąpił jego stronę internetową „obrazem sowy trzymającej rosyjski samolot”.
Ukraina i Rosja przeprowadziły wymianę jeńców, w wyniku której uwolniono nieokreśloną liczbę jeńców.

### 7 lipca
Rosyjskie Ministerstwo Obrony poinformowało, że siły rosyjskie przekroczyły granicę z Ukrainą w pobliżu Tiotkina w obwodzie kurskim i zajęły wieś Bezsaliwka.
W obwodzie moskiewskim ukraińskie drony zaatakowały „Krasnozawodskie Zakłady Chemiczne”, produkujące amunicję dla rosyjskich sił bezpieczeństwa. Drony wywiadu ukraińskiego zaatakowały „warsztaty technologiczne” w rafinerii ropy naftowej Ilsky w Kraju Krasnodarskim. Władze rosyjskie przyznały, że szczątki drona spadły na rafinerię.
Rosyjski minister transportu Roman Starowojt został zwolniony ze stanowiska z powodu „masowych zakłóceń w rosyjskiej cywilnej przestrzeni powietrznej spowodowanych ukraińskimi nalotami dronów”. Starowojt, który wcześniej pełnił funkcję gubernatora obwodu kurskiego, został znaleziony martwy kilka godzin później, po tym jak popełnił samobójstwo w związku z groźbami korupcji.

### 8 lipca
Gubernator Aleksandr Chinsztejn stwierdził, że cztery osoby, w tym oficer Rosgwardii, zginęły w ataku ukraińskiego drona na Kursk w obwodzie kurskim.
Departament Obrony Stanów Zjednoczonych ogłosił, że na Ukrainę zostanie wysłana dodatkowa broń obronna zgodnie z dyrektywą prezydenta Donalda Trumpa.

### 9 lipca
Nagrania geolokalizowane pokazywały, że siły rosyjskie zajęły wieś Towste w pobliżu Nowopawliwki w obwodzie donieckim.
Według Sił Powietrznych Ukrainy, w nocy Rosja przeprowadziła zmasowane uderzenie na Ukrainę przy pomocy 741 obiektów powietrznych, w tym siedmiu pocisków manewrujących Ch-101/Iskander-K (wystrzelonych z rejonu Engelsa w obwodzie saratowskim i kurskim), sześciu pocisków hipersonicznych Kindżał (z obwodu lipieckiego) oraz 728 dronów Shahed 136/131 i dronów-wabików różnych typów (z Briańska, Primorsko-Achtarska, Kurska, Orła i Millerowa). Głównym kierunkiem uderzenia był Łuck. Ukraińska obrona przeciwlotnicza zniszczyła 718 obiektów, w tym siedem rakiet Ch-101/Iskander-K i 296 dronów, a kolejne 415 zaginęło na Ukrainie w ramach walki elektronicznej. Trafienia odnotowano w czterech lokalizacjach, a upadek szczątków dronów/rakiet w 14 lokalizacjach. Był to największy atak dronów w historii tej wojny.
Osiem osób zginęło w rosyjskich atakach na Konstantynówkę i Rodynśke w obwodzie donieckim. Jedna osoba zginęła w ataku w miejscowości Prawdyne w obwodzie chersońskim, a wojsko ukraińskie stwierdziło, że skutecznie zaatakowano odpowiedzialną za atak jednostkę dronów w Hołej Prystani.
W Kijowie funkcjonariusze Służby Bezpieczeństwa Ukrainy zatrzymali dwóch obywateli Chin, którzy próbowali wywieźć dokumentację dotyczącą produkcji ukraińskich rakiet R-360 Neptun.
W Castel Gandolfo odbyło się spotkanie prezydenta Zełenskiego z papieżem Leonem XIV.

### 10 lipca
Nocą Rosja dokonała zmasowanego ataku na Kijów używając 18 pocisków rakietowych i 400 dronów. Zginęły dwie osoby, a co najmniej 16 zostało rannych. Atak spowodował pożary w stolicy, w tym w wielu dzielnicach. Uszkodzeniu uległ także budynek, w którym mieści się Nuncjatura Apostolska na Ukrainie.
Wywiad ukraiński oświadczył, że przeprowadzono operację z udziałem ukraińskich partyzantów, podczas której zniszczono rosyjski punkt dowodzenia w Melitopolu, zabijając pięciu żołnierzy. Grupa partyzanka „Atesz” stwierdziła, że przeprowadziła ataki sabotażowe na infrastrukturę kolejową w Uwarowem na Krymie i w Wołgogradzie. Gubernator Wiaczesław Gładkow stwierdził, że w ukraińskim ataku dronów na Szebiekino w obwodzie biełgorodzkim zginęły dwie osoby.
Agenci rosyjskich służb specjalnych dokonali w Kijowie, udanego zamachu na pułkownika Iwana Woronycza, oficera Służby Bezpieczeństwa Ukrainy, który w mediach był określany jako jeden z architektów zamachu na prorosyjskiego separatystę Arsena Pawłowa w 2016 roku oraz ukraińskiego ataku na obwód kurski w 2024 roku.
Stany Zjednoczone wznowiły dostawy pocisków artyleryjskich 155 mm i wyrzutni rakietowych GMLRS na Ukrainę.
Rosja zaczęła używać „bezzałogowych wagonów kolejowych” i „zdalnie sterowanych platform kolejowych”, aby zmniejszyć straty personelu w wyniku ataków ukraińskich dronów na ruch kolejowy w pobliżu linii frontu. Rosyjski dron-wabik rozbił się na Litwie po przelocie przez Białoruś.
W Rzymie rozpoczęła się dwudniowa międzynarodowa konferencja poświęcona odbudowie Ukrainy, w której wziął udział m.in. prezydent Zełenski.

### 11 lipca
Nagrania geolokalizacyjne pokazywały, że siły rosyjskie zajęły miejscowość Zełena Dołyna w północnym obwodzie donieckim.
W nocy 11 lipca siły ukraińskie dokonały ataków dronowych na zakłady lotnicze w Taganrogu i Łuchowicach oraz obiekty przemysłowe w Tule. Wywiad ukraiński potwierdził, że wysadzono w powietrze gazociąg w Łangiepas w obwodzie tiumeńskim, który zaopatrywał „obiekty wojskowo-przemysłowe” w obwodach czelabińskim, orenburskim i swierdłowskim. Z kolei rosyjscy urzędnicy stwierdzili, że w ukraińskich atakach na obwody biełgorodzki, lipiecki i tulski zginęły trzy osoby.
Prezydent Stanów Zjednoczonych Donald Trump potwierdził plany sprzedaży broni sojusznikom z NATO. Broń ma zostać dostarczona Ukrainie po tym, jak Pentagon wstrzymał dostawy broni.

### 12 lipca
Rosja wystrzeliła 597 dronów i 26 pocisków manewrujących w kierunku Ukrainy (w tym Kijów, Charków, Lwów, Łuck, Chersoń, Czerniowce), zabijając dwóch cywilów i raniąc 38 kolejnych w Czerniowcach oraz zabijając czterech kolejnych w obwodach dniepropetrowskim i sumskim, a także uszkadzając infrastrukturę w kilku miastach. W wyniku rosyjskiego ataku Polska wysłała myśliwce w celu ochrony własnej przestrzeni powietrznej. Wieczorem Rosjanie przeprowadzili atak dronów na obwód sumski.
Według wieczornego raportu Sztabu Generalnego Ukrainy w ciągu dnia na froncie  doszło do 151 starć, przy czym prawie jedna trzecia z nich miała miejsce na odcinku pokrowskim.

### 13 lipca
Rosyjskie Ministerstwo Obrony stwierdziło, że wojska rosyjskie zajęły wieś Myrne w obwodzie donieckim, niedaleko granicy z obwodem dniepropetrowskim i Ditiarne w obwodzie charkowskim.
Szef SBU generał Wasyl Maluk poinformował, że funkcjonariusze oddziału „Alfa” dokonali nalotu na kryjówkę w obwodzie kijowskim i „zlikwidowali” dwóch agentów rosyjskiej FSB odpowiedzialnych za zabójstwo pułkownika SBU Iwana Woronycza (10 lipca), po tym jak stawiali oni opór przy aresztowaniu.
Ukraińska 15 Brygada Rozpoznania Artylerii „Czarny Las” zniszczyła rosyjski system przeciwlotniczy Buk-M3 z pomocą ognia artyleryjskiego.

### 14 lipca
Materiały geolokalizowane pokazywały, że siły rosyjskie zajęły miejscowość Małyniwka, na wschód od Hulajpola w obwodzie zaporoskim. Ministerstwo Obrony Rosji stwierdziło, że siły rosyjskie zajęły Junakiwkę w kierunku Sum i Majak w kierunku Pokrowska.
Według Sił Powietrznych Ukrainy siły rosyjskie przeprowadziły ataki na Ukrainę za pomocą czterech pocisków przeciwlotniczych S-300/S-400 (wystrzelonych z obwodu kurskiego) oraz 136 dronów Shahed 136/131 i dronów-wabików różnych typów (z Orła, Briańska, Kurska, Millerowa, Primorsko-Achtarska i okupowanego obwodu donieckiego. Ukraińska obrona przeciwlotnicza zniszczyła 61 dronów na północy, wschodzie i w centrum kraju, a kolejne 47 zaginęło na Ukrainie w ramach walki elektronicznej. Odnotowano 28 trafień dronów w 10 lokalizacjach, a zestrzelone szczątku spadły w czterech lokalizacjach. w wyniku ataku dronów na Dniepr został ranny mężczyzna i dwie 13-letnie dziewczynki.
Prezydent Wołodymyr Zełenski poinformował, że w ciągu tygodnia wojska rosyjskie przeprowadziły ataki na Ukrainę, wykorzystując ponad 1800 dronów, ponad 1200 bomb lotniczych i 83 rakiety.
Prezydent USA Donald Trump podczas spotkania z sekretarzem generalnym NATO Markiem Rutte zapowiedział dostarczenie Ukrainie systemów Patriot na koszt sojuszników europejskich.

### 15 lipca
Nagrania geolokalizowane pokazały, że wojska rosyjskie zajęły Nowospaśke, na zachód od Torećka w obwodzie donieckim. Rosyjscy blogerzy wojenni stwierdzili, że Rosjanie zajęły także miejscowość Nowotorećke, na północny wschód od Pokrowska, a rosyjskie Ministerstwo Obrony podało, że siły rosyjskie zajęły Woskresenkę w obwodzie donieckim.
Rosjanie przy pomocy systemu BM-30 Smiercz ostrzelali miejscowość Rodynśke w obwodzie donieckim raniąć czterech cywilów. W rosyjskim ostrzale zniszczeniu uległ zabytkowy XIX-wieczny budynek w Chersoniu.
Ukraińskie drony zaatakowały zakłady „PJSC Energia” w Jelcu w obwodzie lipieckim, produkujące baterie i akumulatory do rosyjskiej broni. W wyniku ataku wybuchł pożar i jedna osoba została ranna.
Według komunikatu Sztabu Generalnego Ukrainy z 16:00 na froncie doszło do 110 starć, przy czym siły rosyjskie były najbardziej aktywne na kierunkach łymańskim i pokrowskim. Rosjanie zdobyli wieś Bahatyr w obwodzie donieckim.

### 16 lipca
Materiały geolokalizowane pokazywały, że siły rosyjskie zajęły Nowochackie, położone na południowy zachód od Nowopawliwki w obwodzie donieckim.
Ukraińskie Siły Powietrzne podały, że w nocy Rosjanie zaatakowali Ukrainę przy wykorzystaniu rakiety balistycznej Iskander-M (wystrzelonej z Krymu) oraz 400 dronów Shahed 136/131 (z Szatałowa, Briańska, Kurska, Millerowa, Primorsko-Achtarska i Krymu). Głównymi celami ataków były Krzywy Róg, Charków i Winnica. Ukraińska obrona przeciwlotnicza zestrzeliła 198 dronów na północy, południu, wschodzie i w centrum kraju, a kolejne 145 zaginęło na Ukrainie w ramach walki elektronicznej. Odnotowano trafienia rakiet i 57 dronów w 12 lokalizacjach, a zestrzelone szczątki spadły w dwóch lokalizacjach.
W rosyjskim ataku na Dobropole w obwodzie donieckim, gdzie Rosjanie zrzucili 500 kg bombę lotniczą FAB-500 na sklep, w wyniku czego zginęły dwie osoby, a 22 zostały ranne. W wyniku ostrzału uszkodzeniu uległy 54 sklepy, 304 mieszkania w 13 budynkach i osiem samochodów. Rosyjskie siły uderzyły w Winnicę używając 28 dronów, z których 18 zostało zestrzelonych. W ataku ucierpiała m.in. fabryka grupy Barlinek.
Burmistrz łotewskiego miasta Ogre, Egils Helmanis, został ranny w rosyjskim ataku drona podczas oficjalnej wizyty na Ukrainie, podczas dostarczania pojazdów i innej pomocy dla ukraińskiej armii.
Gubernator Wiaczesław Gładkow powiedział, że jedna osoba zginęła w ataku ukraińskiego drona w Pierwomajskim w obwodzie biełgorodzkim.

### 17 lipca
Nagrania geolokalizowane pokazywały, że siły rosyjskie zajęły miejscowość Łysiwka, niedaleko Pokrowska.
W nocy w ataku dronowym na Dniepr zginęła jedna osoba, a pięć zostało rannych. Przedstawiciel administracji potwierdził zestrzelenie 22 dronów przez obronę przeciwlotniczą. Nad ranem Rosjanie dokonali ataku na rejon dnieprzański Chersonia przy użyciu dronów i artylerii, w wyniku czego dwie osoby zostały ranne. Rosjanie zaatakowali dronami także Krzywy Róg.
Siły ukraińskie przeprowadzały uderzenia dronowe na cele w Petersburgu i Moskwie. Drony zakłóciły loty na głównych lotniskach, m.in. dziesięć lotów z lotniska w Petersburgu zostało opóźnionych. W obwodzie kałuskim została ranna 14-letnia dziewczynka. Według Wiaczesława Gładkowa dron zabił jednego mężczyznę i ranił sześciu kolejnych w w obwodzie biełgorodzkim. W obwodzie smoleńskim jeden mężczyzna został ranny. W Woroneżu podobno troje dzieci zostało rannych. Ministerstwo Obrony Rosji poinformowało, że obrona przeciwlotnicza przechwyciła łącznie 122 drony.
Wywiad ukraiński włamał się do baz danych Gazpromu, blokując dostęp ok. „20 000 administratorów systemu”, a także kopiując i usuwając „setki terabajtów danych”. Dane te wpłynęły zarówno na sprzedaż detaliczną, jak i usługi firmy.
Ciała 1000 ukraińskich żołnierzy poległych na polu walki zostały zwrócone przez Rosję w zamian za ciała 19 żołnierzy rosyjskich.
Według raportu Biura Instytucji Demokratycznych i Praw Człowieka OBWE (ODIHR) dotyczącego monitorowania naruszeń prawa międzynarodowego przez Rosję na Ukrainie w ciągu 6 miesięcy 2025 roku liczba potwierdzonych ofiar cywilnych na terenach kontrolowanych przez rząd Ukrainy wzrosła o ponad 50% w porównaniu z analogicznym okresem w 2024 roku. Przyczyną było używanie przez Rosję broni wybuchowej o dużym promieniu rażenia na gęsto zaludnionych obszarach.

### 18 lipca
Siły ukraińskie prowadziły działanie ofensywne w obwodzie sumskim w okolicach wsi Junakiwka.
W obwodzie donieckim Rosjanie dokonali ataku dronowego na Rodynśke, a także przy użyciu bomb lotniczy na Konstantynówkę, w wyniku czego dwie osoby zginęły, a cztery zostały ranne. Ponadto siły rosyjskie zaatakowały Czuhujew w obwodzie charkowskim, uszkadzając obiekty cywilne. Dwie osoby zginęły, a 11 zostało rannych w rosyjskich atakach na Kamieńskie w obwodzie dniepropetrowskim. Jedna osoba zginęła, a pięć zostało rannych w oddzielnym ataku w obwodzie zaporoskim.
W obwodach moskiewskim i orłowskim odnotowano drony i eksplozje. W Moskwie lotnisko Wnukowo odwołało jeden lot i opóźniło wiele lotów w obie strony. Mer Moskwy Siergiej Sobianin stwierdził, że zestrzelono kilka dronów. Według serwisu „Astra” w Rostowie nad Donem doszło do „ogromnego pożaru” w koszarach wojskowych.

### 19 lipca
W wieczornym komunikacie Sztab Generalny Ukrainy poinformował, że na froncie doszło do 115 starć bojowych. Rosyjskie siły przeprowadziły cztery uderzenia rakietowe, używając 31 pocisków i zrzucając 72 bomby kierowane. Rosjanie użyli przeciwko Ukrainie 1375 dronów kamikaze i przeprowadzili 4151 ostrzałów na pozycje wojsk ukraińskich i ukraińskich osad. Najsilniejsze walki na miały miejsce na odcinku pokrowskim, gdzie wojska ukraińskie odparły 35 ataków wroga. Lotnictwo rosyjskie przeprowadziło naloty w rejonie miejscowości Szachowskie, Rodynśke, Myrnohrad i Biłyćke.
Jedna osoba zginęła w rosyjskim ataku dronów na Odessę, a dwie kolejne zginęły w ataku rakietowym na Wasylkiwkę w obwodzie dniepropetrowskim.
Mer Moskwy Sergiej Sobianin stwierdził, że w ciągu 2h zestrzelono 13 dronów. Świadkowie donosili o zestrzeleniu kilku dronów nad Zielenogradem.

### 20 lipca
Materiały geolokalizowane pokazywały, że wojska rosyjskie zajęły miejscowość Jabłuniwka w obwodzie sumskim. Rosyjskie Ministerstwo Obrony stwierdziło, że siły rosyjskie zajęły Biłą Horę, niedaleko Torećka w obwodzie donieckim.
Grupa partyzancka „Atesz” zniszczyła szafę przekaźnikową na linii kolejowej w pobliżu miejscowości Miedwiedki w obwodzie tulskim, powodując „poważne zakłócenia” w rosyjskiej logistyce. Według doniesień wojska rosyjskie wykorzystywały linię kolejową do transportu personelu wojskowego i zaopatrzenia dla żołnierzy na froncie w obwodzie charkowskim i sumskim. Rosyjskie Ministerstwo Obrony poinformowało, że obrona powietrzna zestrzeliła nad Rosją ponad 230 ukraińskich dronów, w tym 27 w pobliżu Moskwy. Ukraińskie ataki dronów spowodowały czasowe zawieszenie pracy lotnisk i zaburzenia w ruchu lotniczym.

### 21 lipca
Ukraiński obserwator wojskowy Kostiantyn Maszowec twierdził, że siły ukraińskie odbiły miejscowości Andrijiwka, Kindratiwka i Ołeksijiwka w kierunku sumskim.
Według Sił Powietrznych Ukrainy w nocy Rosjanie zaatakowali terytorium ukraińskie za pomocą 450 obiektów powietrznych, w tym pięciu rakiet hipersonicznych Kindżał (wystrzelonych z obwodu tambowskiego), czterech rakiet Kalibr (z Morza Czarnego), jednej rakiety manewrującej Iskander-K (z Millerowa), 14 pocisków manewrujących Ch-101 (z obwodu saratowskiego) oraz 426 dronów Shahed 136/131 i dronów-wabików różnych typów (z Briańska, Orła, Millerowa, Szatałowa i Primorsko-Achtarska). Ukraińska obrona przeciwlotnicza zneutralizowała 24 pociski i 200 dronów, a kolejne 203 zaginęły na Ukrainie w ramach walki elektronicznej. Zarejestrowano 23 trafienia w dronów w trzech lokalizacjach oraz szczątki zestrzelonych dronów w 12 lokalizacjach. Prezydent Wołodymyr Zełenski poinformował, że w wyniku ataku dwie osoby zginęły, a 15 zostało rannych, w tym 12-letnie dziecko.
Ukraińskie drony zaatakowały Moskwę i Rostów nad Donem. W miejscowości Kamienołomni spadające szczątki podpaliły dworzec kolejowy i kwiaciarnię. Mer Sergiej Sobianin powiedział, że wszystkie drony zostały zestrzelone, jednak na moskiewskich lotniskach piątą noc z rzędu wprowadzono ograniczenia lotów.
W popołudniowym komunikacie, Sztab Generalny Ukrainy poinformował, że w ciągu dnia miało miejsce 101 starć bojowych, a walki trwały na siedmiu kierunkach frontu (najwięcej na kierunku łymańskim i nowopawliwskim).

### 22 lipca
Według grupy DeepState wojska rosyjskie wkroczyły do Pokrowska, miasta na linii frontu w obwodzie donieckim. Siłom rosyjskim udało się przedostać do miasta od strony Zwirowego kilka dni wcześniej, wykorzystując osłabione pozycje ukraińskiej piechoty i niedokładne raporty sytuacyjne. Dostanie się do miasta miało skłonić ukraińskie jednostki do natychmiastowej reakcji, aby zapobiec „przerodzeniu się sytuacji w katastrofę”. DeepState poinformował, że „jednostki rosyjskie próbowały się okopać i przejąć kontrolę nad ulicą Obrońców Ukrainy. Niektórzy z nich zginęli, inni nadal byli ścigani. Poszukiwania i niszczenie tych grup wciąż trwały”. W kierunku sumskim nagrania geolokalizaowany pokazywały, że Rosjanie zajęły miejscowość Waraczyne, podczas gdy MON Rosji stwierdziło dodatkowo, że zajęły wieś Ołeksijiwka. Materiały geolokalizowane wskazywały, że siły rosyjskie zajęły wieś Lipowe, na północ od Łymanu i Biłej Hory, w pobliżu Torećka.
Władze Ukrainy poinformowały, że w wyniku rosyjskiego ataku dronów i rakiet na Kramatorsk zginął 10-letni chłopiec.
Prorosyjski gubernator Wołodymyr Saldo stwierdził, że w ataku ukraińskiego drona na Hołą Prystań w obwodzie chersońskim zginęły trzy osoby.
Ukraiński samolot Mirage 2000 rozbił się w obwodzie wołyńskim, a pilot bezpiecznie się katapultował. Był to pierwszy przypadek utraty samolotu Mirage od czasu jego przekazania przez Francję.

### 23 lipca
Ministerstwo Obrony Rosji poinformowało, że wojska rosyjskie zajęły wieś Torśke niedaleko Lymanu oraz wsie Pankiwka i Wołodymyriwka na północny wschód od Pokrowska w obwodzie donieckim. Nagrania geolokalizowane pokazywały, że siły rosyjskie zajęły miejscowości Radkiwka, na północ od Kupiańska, i Daczne, na południe od Nowopawliwki.
Ukraińskie drony zaatakowały kilka części obwodu rostowskiego, skutecznie atakując infrastrukturę kolejową w Nowoczerkasku wykorzystywaną przez rosyjską armię oraz podpalając elektrownię w tym samym mieście, raniąc trzy osoby i zakłócając dostawy energii elektrycznej.
Departament Stanu Stanów Zjednoczonych zatwierdził sprzedaż Ukrainie dwóch pakietów pomocy wojskowej o łącznej wartości 322 milionów dolarów. Jeden obejmował 172 miliony dolarów na systemy obrony przeciwlotniczej MIM-23 Hawk fazy III, w tym konserwację, ciężarówki, części zamienne, naprawy i szkolenia, natomiast kolejne 150 milionów dolarów przeznaczono na bojowe wozy piechoty M2 Bradley wraz z ich naprawą i wsparciem technicznym.
W Stambule w Turcji odbyło się spotkanie delegacji Rosji i Ukrainy, które w ocenie mediów nie przyniosło znaczących rezultatów. Obie strony zgodziły się na kolejne wymiany jeńców wojennych.

### 24 lipca

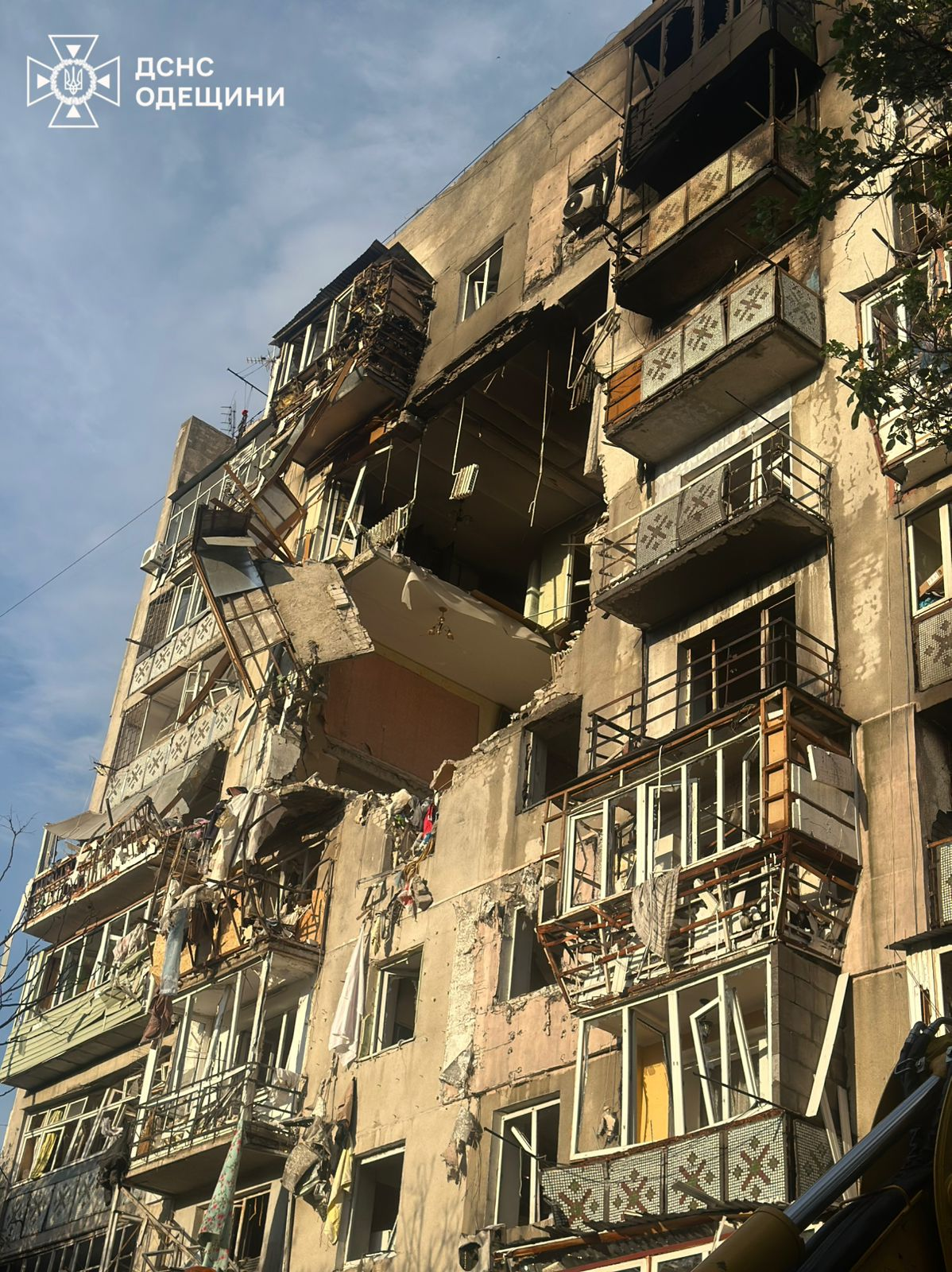
Skutki rosyjskiego ataku na Odessę

Materiały geolokalizowane pokazywały, że Rosjanie zajęli wieś Jabłuniwka, położoną na północny zachód od Torećka, a Rosyjskie Ministerstwo Obrony stwierdziło, że siły rosyjskie zajęły osadę wiejską Nowoekonomiczne, położoną na północny wschód od Pokrowska, a także wieś Zwirowe, położoną na południowy zachód od Pokrowska.
W wyniku rosyjskiego nalotu uszkodzeniu uległo wiele budynków w Odessie, w tym targowisko Priwoz i zabytkowe budynki na Bulwarze Prymorskim. Rosyjskie lotnictwo zbombardowało przy użyciu bomb szybujących UMPB-5 gęsto zaludnione centrum Charkowa raniąc 33 osoby.
Ukraińskie drony zaatakowały Soczi i spowodowały pożar w bazie paliwowej Łukoilu, a mieszkańcy donosili o co najmniej siedmiu eksplozjach na niebie. Rosyjska obrona przeciwlotnicza, wykorzystująca broń strzelecką i rakiety S-300/S-400, zaatakowała drony „lecące bezpośrednio nad budynkami mieszkalnymi”. W wyniku ataku na Soczi zginęły dwie osoby.
W Kijowie uruchomiono izraelski radar „Red Color” zaprojektowany w celu wyznaczania stref uderzeń rakiet i dronów, a także umożliwiający szybsze ostrzeganie ludności cywilnej.

### 25 lipca
Nagrania geolokalizowane potwierdziły rosyjskie twierdzenia o kontroli nad Nowoekonomicznym i pokazały, że siły rosyjskie zajęły miasto Hołubiwkę i wkroczyły do Kupiańska od północy. Ministerstwo Obrony Rosji stwierdziło, że wojska rosyjskie zajęły Ołeksandro-Kałynowe w pobliżu Torećka
Według Sił Powietrznych Ukrainy Rosjanie zaatakowali terytorium ukraińskiej za pomocą dwóch rakiet balistycznych Iskander-M/KN-23 (wystrzelonych z obwodu woroneskiego) oraz 61 dronów Shahed 136/131 i dronów-wabików różnych typów (z Briańska, Kurska, Szatałowa, Millerowa i Primorsko-Achtarska). Ukraińska obrona przeciwlotnicza zneutralizowała 54 drony na północy i wschodzie kraju. Siedem rosyjskich dronów trafiło w czterech lokalizacjach, a szczątki zestrzelonych dronów spadły w dwóch kolejnych miejscach. Gubernator Ołeh Siniehubow powiedział, że ok. 11:40 czasu lokalnego bomba szybowcowa uderzyła w dzielnicę przemysłową Charkowa, zabijając co najmniej jedną osobę i raniąc 17 kolejnych, w tym dziecko. Bomba szybowcowa uderzyła w placówkę medyczną, częściowo niszcząc 3. piętro i dach placówki. W ataku uszkodzony został również pobliski dom i dwa pojazdy.
Ukraińskie Siły Powietrzne zniszczyły obiekt FSB w pobliżu Biełajej Bieriozki w obwodzie briańskim za pomocą bomb AASM Hammer. Lotniska we Władykaukazie, Groznym, Magasie, Mineralnych Wodach, Nalczyku, Stawropolu, Soczi i Tambowie zostały zamknięte z powodu ataków dronów. 70 lotów zostało opóźnionych, w tym 45 na lotnisku w Soczi. W Niewinnomyssku 30 dronów zostało zestrzelonych przez obronę przeciwlotniczą. Lokalna fabryka nawozów „Niewinnomysskij Azot” została zniszczona przez ukraińskie drony. Rosyjskie Ministerstwo Obrony poinformowało, że w nocy zostało zestrzelonych 105 ukraińskich dronów, głównie nad obwodami biełgorodzkim, briańskim i rostowskim. Niezależny serwis „Astra” poinformował o opóźnieniu 20 pociągów po „ataku dronów”. W obwodzie rostowskim drony uszkodziły dworzec kolejowy i budynki mieszkalne w Piesczanokopskoje. 10 pociągów zostało opóźnionych o 5h z powodu utraty zasilania. W Kraju Krasnodarskim 12 pociągów uległo opóźnieniu po tym, jak szczątki drona uszkodziły linie energetyczne do stacji Timaszewskaja.
Hakerzy z wywiadu ukraińskiego w ciągu dwóch dni wykradli 100 terabajtów danych od prorosyjskich władz Krymu, obejmujących dane dotyczące m.in. zdrowia i wojska.

### 26 lipca
Siły rosyjskie zajęły miejscowości Malijiwka w obwodzie dniepropetrowskim i Zełenyj Haj w obwodzie donieckim.
W popołudniowym komunikacie Sztab Generalny Ukrainy poinformował, że w ciągu dnia miało miejsce 69 starć bojowych, głównie na odcinku pokrowskim (gdzie siłom ukraińskim udało się odeprzeć 27 ataków wroga).
W nocy Rosjanie zaatakowali Ukrainę 208 dronami i 27 rakietami. Głównym celem uderzeń był obwód dniepropetrowski, ponadto atakowane były także również Charków i obwód sumski. Trzy osoby zginęły, a ponad sześć zostało rannych w rosyjskim ataku lotniczym w obwodzie dniepropetrowskim. W wyniku rosyjskiego ataku drona uszkodzona została siedziba sumskiej obwodowej administracji wojskowej.
Gubernator obwodu rostowskiego Jurij Ślusar stwierdził, że dwie osoby zginęły w ataku ukraińskiego drona. Portal „Astra” poinformował, że ukraińskie drony uszkodziły radiostację „Signal” w Kraju Stawropolskim. Gubernator Władimir Władimirow potwierdził niewielki pożar w „obiektach przemysłowych”, ale nie odnotowano ofiar. Ukraińskie Zgrupowanie „Chortyca” poinformowało o zabiciu pułkownika Lebiediewa, dowódcy 83 Pułku Strzelców Zmotoryzowanych rosyjskiej 69 Gwardyjskiej Dywizji Strzelców Zmotoryzowanych w miejscowości Wełykyj Burłuk w obwodzie charkowskim. Wywiad ukraiński ogłosił, że podczas działań bojowych w bazie lotniczej Armawir w Kraju Krasnodarskim spłonął samolot szkolno-bojowy Su-27UB.

### 27 lipca
Materiały geolokalizowane pokazywały, że wojska rosyjskie dotarły na obrzeża Stepnohirśka. Ministerstwo Obrony Rosji stwierdziło, że Rosjanie zajęli miasto Pławni nad Dnieprem.
Ukraińska obrona powietrzna zestrzeliła 78 z 83 rosyjskich dronów użytych przez Rosjan w nocnym ataku na Ukrainę. Według doniesień ok. 16:30 czasu lokalnego w rosyjskim ataku na autobus we wsi Iwołżańskie niedaleko Junakiwki zginęły trzy osoby, a co najmniej 20 zostało rannych.
Miejscowi mieszkańcy zgłaszali obecność ukraińskich dronów nad Gatczyną, Wsiewołożskiem, Kronsztadem i rejonem wołosowskim w obwodzie leningradzkim. Donoszono o eksplozjach, prawdopodobnie spowodowanymi obroną przeciwlotniczą, ponieważ ponad 70 lotów z lotniska Pułkowo zostało opóźnionych lub odwołanych. Gubernator Aleksander Drozdenko potwierdził, że rosyjska obrona przeciwlotnicza zestrzeliła drony w kilku rejonach, a szczątki spadły na obsary mieszkalne i przemysłowe. W obwodzie wołgogradzkim szczątki drona uszkodziły system zasilania kolei, zakłócając infrastrukturę elektryczną. Rosyjskie Ministerstwo Obrony stwierdziło, że obrona przeciwlotnicza przechwyciła lub zniszczyła łącznie 99 dronów, w tym 36 w obwodzie briańskim, 21 w obwodzi smoleńskim, 10 w obwodzie kałuskim oraz po dziewięć w obwodach wołgogradzkim i obwodzie rostowskim. Ukraińskie drony zaatakowały stację elektroenergetyczną kolei w rejonie oktiabrskim w obwodzie wołgogradzkim, co spowodowało przerwę w dostawie prądu do połączeń kolejowych.
Rosja po raz pierwszy od 2017 roku, kiedy odbyła się parada z okazji Dnia Marynarki Wojennej w Petersburgu, odwołała ją ze względów bezpieczeństwa.

### 28 lipca
Siły Powietrzne Ukrainy podały, że w nocy siły rosyjskie zaatakowały Ukrainę za pomocą trzech rakiet hipersonicznych Kindżał (wystrzelonych z obwodu lipieckiego), czterech pocisków manewrujacych Ch-101 (z obwodu saratowskiego) oraz 324 dronów Shahed 136/131 i dronów-wabików różnego typu (z Briańska, Kurska, Orła, Millerowa, Szatałowa i Primorsko-Achtarska). Głównym kierunkiem ataku był Starokonstantynów w obwodzie chmielnickim. Ukraińska obrona przeciwlotnicza zniszczyła dwa pociski Ch-101 i 309 dronów. „Pociski aerobalistyczne X-47 M2 nie osiągnęły celu”! Uderzenia dwóch pocisków różnego typu i 15 dronów odnotowano w trzech lokalizacjach, a upadek szczątków zestrzelonych dronów w kilku lokalizacjach. 
17 więźniów zginęło, a niemal 100 zostało rannych w rosyjskim ataku rakietowym na więzienie w Bilenke w obwodzie zaporoskim. Osiem osób, w tym 3-letnia dziewczynka, zostało rannych w nocnym rosyjskim ataku dronów na rejon darnycki w Kijowie.
Wojska rosyjskie straciły znaczną liczbę pojazdów pancernych i artylerii podczas przeprawy przez most pontonowy na rzece Żerebeć w sektorze Łymanu. Tylko podczas jednej przeprawy Rosjanie stracili system rakietowy BM-21 Grad, haubicę Msta-B, BTR-82A, pojazd terenowy, ciężarówkę oraz bojowy wóz piechoty lub ciężarówka holująca Msta-B. Część sprzętu została trafiona przez drony FPV, a reszta prawdopodobnie przez artylerię lufową, o czym świadczyły leje po eksplozjach.
Proukraińska grupa hakerów o nazwie „Silent Crow” spowodowała „poważną awarię” w systemie internetowym Aerofłotu, w wyniku której odwołano 49 lotów do różnych lokalizacji.

### 29 lipca
Nagrania geolokalizowane pokazywały, że wojska rosyjskie wkroczyły na granicę obwodu zaporoskiego od strony obwodu donieckiego i zdobyły miejscowości Tiemyriwka.
Pięć osób zginęło, a trzy zostały ranne w rosyjskim ataku rakietowym na Nowopłatoniwkę w obwodzie charkowskim. Rosja przeprowadziła atak na Kamieńskie w obwodzie dniepropetrowskim, zabijając trzy osoby, w tym kobietę w ciąży, i raniąc 22 kolejne. W wyniku rosyjskiego ataku rakietowego na obwód czernihowski zginęło trzech ukraińskich żołnierzy, a 18 zostało rannych.
Rosyjskie media donosiły, że ukraińskie ataki dronów spowodowały pożary i przerwę w dostawie prądu w Doniecku. Niezidentyfikowane drony zaatakowały Salsk w obwodzie rostowskim, podpalając pociąg towarowy i uszkadzając stację w miejscowości. W rezultacie dziewięć pociągów zostało opóźnionych.
Według ukraińskiego ambasadora w Niemczech Ołeksija Makiejewa Ukraina otrzymała od Niemiec siedem z 18 obiecanych systemów IRIS-T.
SBU stwierdziła, że udaremniono rosyjski spisek mający na celu zamordowanie Serhija Filimonowa, dowódcy ukraińskiego 108 Samodzielnego Batalionu Zmechanizowanego, co doprowadziło do aresztowania mieszkańca obwodu dniepropetrowskiego zwerbowanego przez FSB.

### 30 lipca
Narodowe Centrum Wywiadu Meksyku ostrzegło SBU, że niektórzy latynoscy ochotnicy w ukraińskich jednostkach dronów przyłączyli się jedynie po to, aby zdobyć wiedzę na temat wojny dronów, której przyszłe wykorzystanie będzie możliwe dla karteli narkotykowych.
SBU schwytała pilota-instruktora ukraińskich Sił Powietrznych w stopniu majora, który pomagał GRU w zdobywaniu informacji wywiadowczych na temat namierzania samolotów F-16, bombowców Su-24 i samolotów Mirage 2000.

### 31 lipca
Ministerstwo Obrony Rosji stwierdziło, że wojska rosyjskie zajęły Czasiw Jar. Ukraińskie Zgrupowanie Chortyca zaprzeczyła tym doniesieniom, stwierdzając: „Rosjanie po prostu znowu kłamią...”.
Nad ranem Rosja przeprowadziła atak rakietowy i dronów na Kijów, zabijając co najmniej 28 osób, w tym 6-letniego chłopca, i raniąc 159 kolejnych, w tym dziewięcioro dzieci zostało rannych. Prezydent Wołodymyr Zełenski poinformował, że podczas ataku Rosja użyła ponad 300 dronów i osiem rakiet. Według niego najbardziej dotknięte zostały obwody dniepropetrowski, połtawski, sumski, mikołajowski i kijowski.
Drony ukraińskie zaatakowały linię kolejową Wołgograd–Rostów oraz podpaliły podstację elektryczną we wsi Kotelnikowo w obwodzie wołgogradzkim. Gubernator Andriej Boczarow potwierdził, że ruch kolejowy został tymczasowo ograniczony. Ukraiński samolot MiG-29 zbombardował, używając systemu JDAM-ER, bazę rosyjskich operatorów dronów w Repiachowce, w obwodzie biełgorodzkim. SBU stwierdziła, że wystrzelono drony w kierunku zakładu „JSC Radiozawod” należącego do rosyjskiego koncernu państwowego Rostiech w Penzie, podpalając go. Dostęp do sieci komórkowej i internetu został zablokowany. Lokalny gubernator zaprzeczył jakimkolwiek szkodom lub ofiarom.
Prezydent Zełenski podpisał ustawę przywracającą niezależność Narodowego Biura Antykorupcyjnego (NABU) i Specjalnej Prokuratury Antykorupcyjnej (SAPO). Ukraina stanęła w obliczu zawieszenia wsparcia finansowego ze strony Unii Europejskiej i G7, jeśli te agencje nie będą niezależne.